# 멘델레옙스카야역
멘델레옙스카야역(러시아어: Менделе́евская)은 모스크바 지하철 세르푸홉스코 티미랴젭스카야 선의 역이다. 1988년 개장했다.

## 역사
멘델레옙스카야 역은 1988년 12월 31일에 개장했다. 역의 이름은 인근에 있는 러시아 멘델레예프 화학기술 대학교에서 따온 것이다.

## 장식
역은 전체적으로 하얀색 대리석과 검은색 화강암으로 장식되었다.
2007년 2월에는 노보슬로보츠카야 역으로 가는 입구에 유기견의 동상을 설치했다. 이 동상은 사람들에 의해 버려지는 애완동물을 묘사한 것이다. 동상의 모델은 멘델레옙스카야 역에서 거주하다 죽은 유기견에서 따온 것이며, 예술가인 알렉산드르 치갈이 제작하였다. 동상의 밑에는 "유기동물의 인간적인 대우를 위하여"라고 쓰여있다.

## 환승
이 역에서는 콜체바야 선의 노보슬로보츠카야 역으로 갈아탈 수 있다.